# Insel Schütt

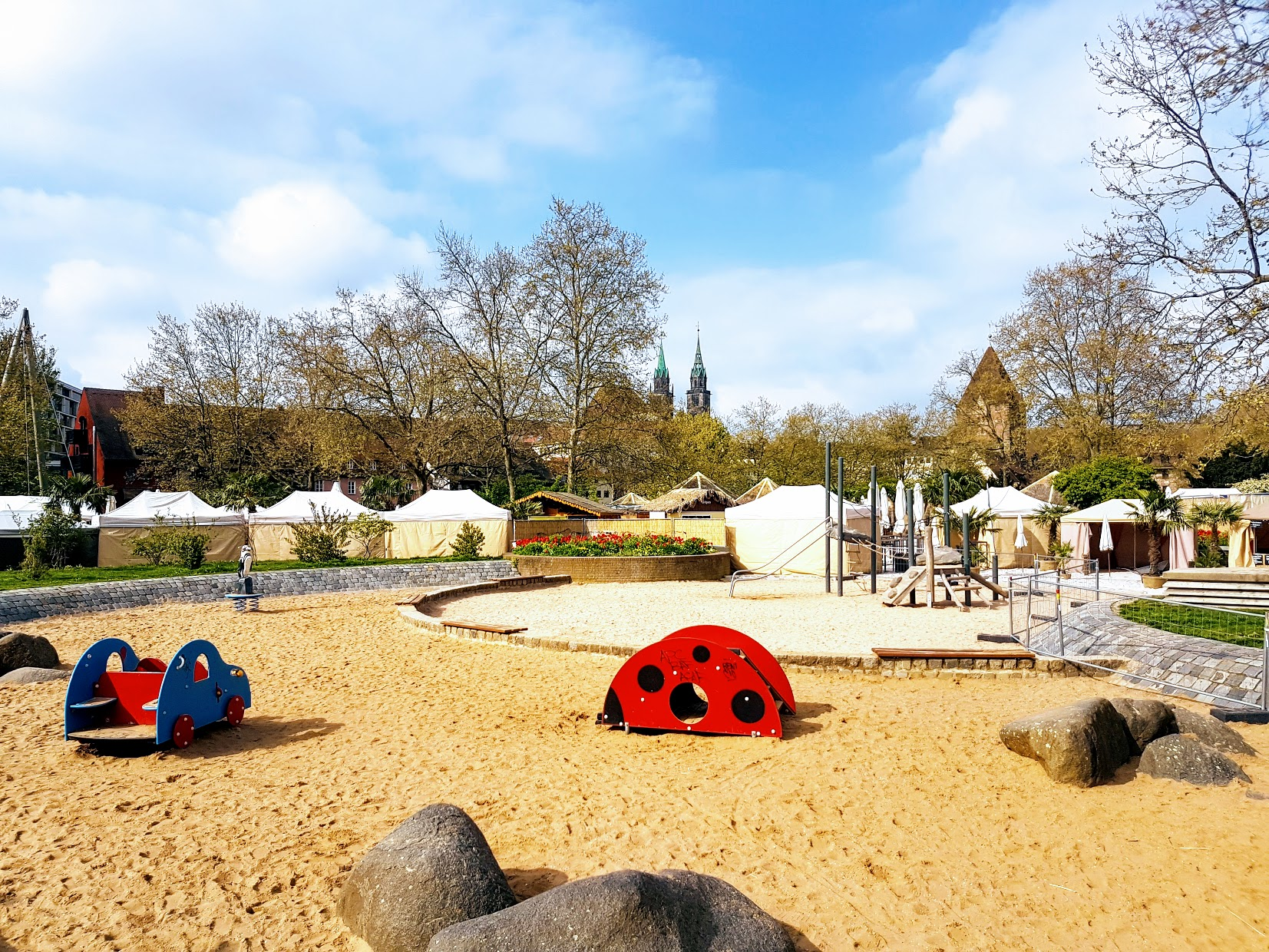
Insel Schütt, Spielplatz (2017)

Die Insel Schütt ist die größte Flussinsel der Pegnitz in Nürnberg innerhalb der Nürnberger Stadtmauern. Der Nordarm sowie der Südarm der Pegnitz werden durch ein Wehr (Katharinen- und das Bauriedelwehr) aufgestaut.

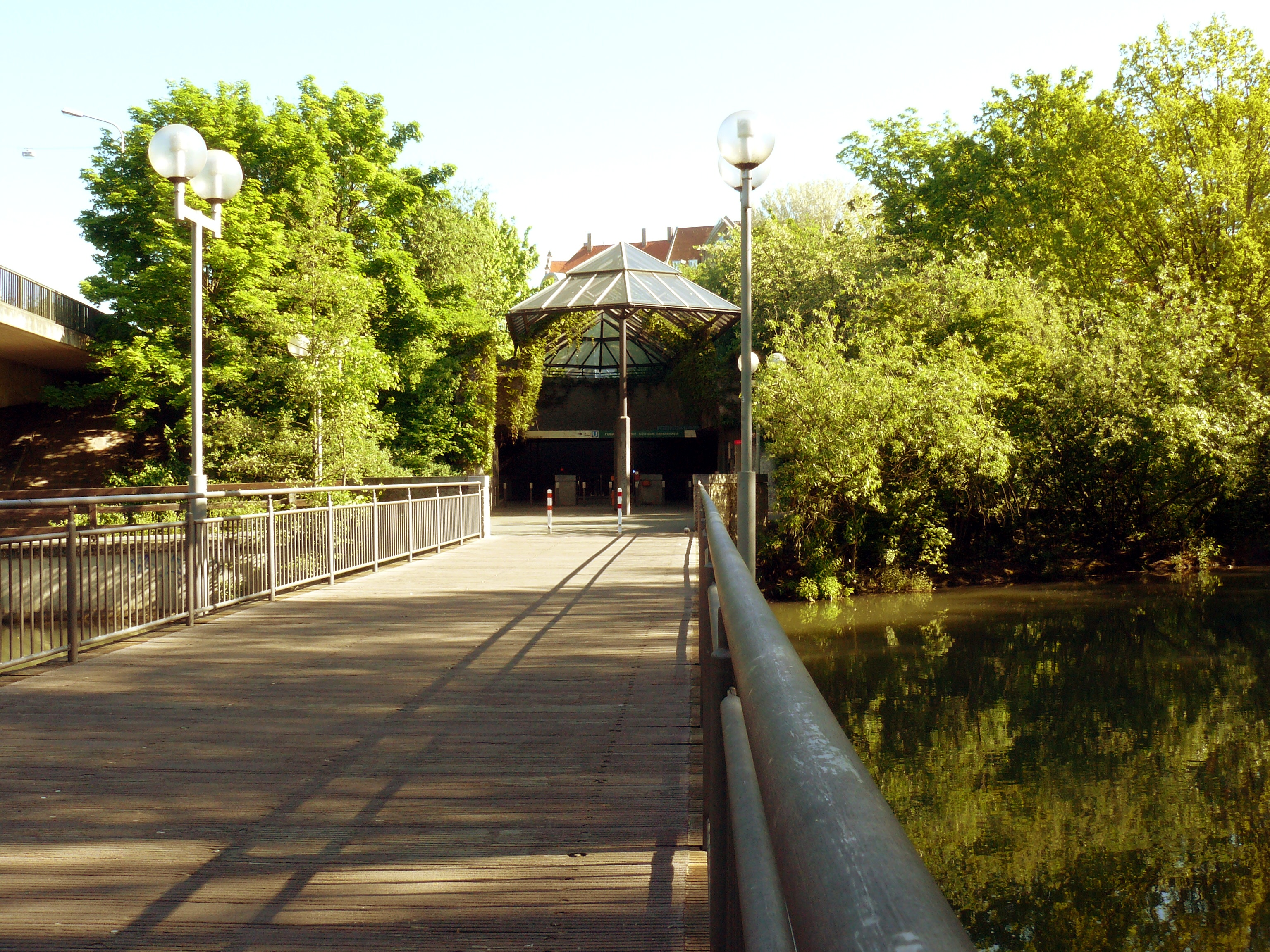
Südausgang des U-Bahnhofs Wöhrder Wiese auf der Hinteren Insel Schütt

## Geographie
Die Insel liegt in Ost-West-Richtung mit 630 Metern Länge in der Pegnitz und hat eine maximale Breite von 120 Meter. 1,8 Hektar der Gesamtfläche von 5,2 Hektar sind als Grünfläche ausgewiesen.
Der größere zentrale Teil der Insel zwischen Heubrücke und Spitalbrücke im Westen und Steubenbrücke im Osten gehört zum Stadtteil Lorenz. Die westliche Spitze liegt im Stadtteil Sebald, und die östliche gehört zur Marienvorstadt.
Früher gab es noch die „Kleine Insel Schütt“, die auch „zwischen den Stegen“ genannt wurde. Sie war im Mittelalter durch Anlage eines Mühlenkanals entstanden und ist, nach der Auffüllung des Flussarms zwischen ihr und dem Nordufer der Pegnitz Teil des Sebalder Uferbereichs am Andreij-Sacharow-Platz.
Der Westen (Vordere Insel Schütt genannt) und Osten (Hintere Insel Schütt) der Insel ist bebaut, dazwischen überdeckt eine Grünanlage eine Tiefgarage.
Die Spitalbrücke (nach Norden) und die Heubrücke (nach Süden) erschließen den Inselwesten und erlauben die Zufahrt zur Tiefgarage. In der Mitte der Insel können Fußgänger den Hohen Steg (nach Norden) und die Cinecittà-Brücke (nach Süden) benutzen, im Inselosten kann die Tiefgarage über die Agnesbrücke (von Süden) erreicht werden. Im äußersten Osten führt eine Fußgängerbrücke zur Wöhrder Wiese. Dort streifen auch Ringstraßen über die Steubenbrücke und die Franz-Josef-Strauß-Brücke die Insel.

## Geschichte
Die Pegnitz lagerte Sandbänke an, die durch künstliche Schüttungen ergänzt wurden. 1376 wurde zum ersten Mal von einer Insel berichtet.
1320–1325 wurden im Westen der Insel bei der Verbindung der Befestigungsanlagen der Stadtteile Lorenz und Sebald durch die vorletzten Stadtmauer vier Türme und statt Mauern Bögen mit Wehrgängen errichtet., wie die Kupferstiche Johann Adam Delsenbachs aus dem 18. Jahrhundert zeigen. Die Türme an den Ufern der nördlichen und südlichen Pegnitzarme und die Überbrückungen sind nicht mehr vorhanden; lediglich noch der Schuldturm und ein kleiner Turmrumpf sind erhalten geblieben.
Bis 1339 wurde ein Teil des Heilig-Geist-Spitals an der westlichen Spitze der Insel errichtet. Im Zuge des Baus der letzten Stadtmauer wurden die Befestigungen in den östlichen Bereich der Insel vorgeschoben, die Bauarbeiten waren wohl bis 1400 abgeschlossen. 1547 wurde auf älteren Grundmauern der Tratzenzwinger erbaut.
Von 1628 bis 1811 stand auf der Insel Schütt das Fecht- bzw. Tagkomödienhaus mit über 3000 Plätzen, an das sich ein Wildbad anschloss. Auf dem Gelände befindet sich heute eine Grund- und eine Mittelschule.
Im späten Mittelalter war die Insel ein Ort von Volksbelustigungen, sie diente den Eibenschützen als Schießplatz, war Schauplatz von Militärparaden, Standgerichten, Versammlungen und Kundgebungen.
Nachdem sich der Obstmarkt bereits um 1899 auch auf den angrenzenden Spitalplatz (heute: Hans-Sachs-Platz) ausweitete und man die ehemaligen Wirtschaftsgebäude des Heilig-Geist-Spitals als Markthallen und später auch zur Lagerung von Obst nutzte, erfolgte 1917 die förmliche Trennung in Groß- und Einzelhandel. Der Großmarkt wurde hierbei dem städtischen Marktamt unterstellt, das den Handel auf dem Spitalplatz und vor allem der Vorderen Insel Schütt abhielt. Obwohl der Marktverkehr bereits in den 1930er Jahren in der Altstadt kaum mehr zu bewältigen war und Pläne zu einer Verlegung entwickelt wurden, nahm man 1936 eine Großmarktobsthalle auf der Insel Schütt in Betrieb. Nach dem Zweiten Weltkrieg wurde der Großmarkt 1959 an den heutigen Standort in Gaismannshof verlegt.
Die Fläche in der Mitte der Insel war lange Zeit unbebaut und wurde für allerlei Vergnügungsveranstaltungen genutzt. Neben anderen Märkten wurde auch der Christkindlesmarkt (von 1898 bis 1917) auf der Insel abgehalten. Zur Jahrhundertwende bot das in der Inselmitte auf der hinteren Insel Schütt gelegene Wildbad, das bereits im 15. Jahrhundert ein beliebter Anziehungspunkt für Bürger und Patrizier war, ein Schwimmbecken für Badelustige. 1909 überflutete ein Jahrhunderthochwasser weite Teile der Insel und zerstörte einige Brücken.
1958 wurde der Pegnitzarm um die Kleine Insel Schütt für einen besseren Hochwasserschutz zugeschüttet, so dass diese seither nicht mehr als Insel erkennbar ist. An Stelle des bis 1980 bestehenden Parkplatzes wurde eine Tiefgarage errichtet und mit Grünanlagen überbaut.

## Gegenwart

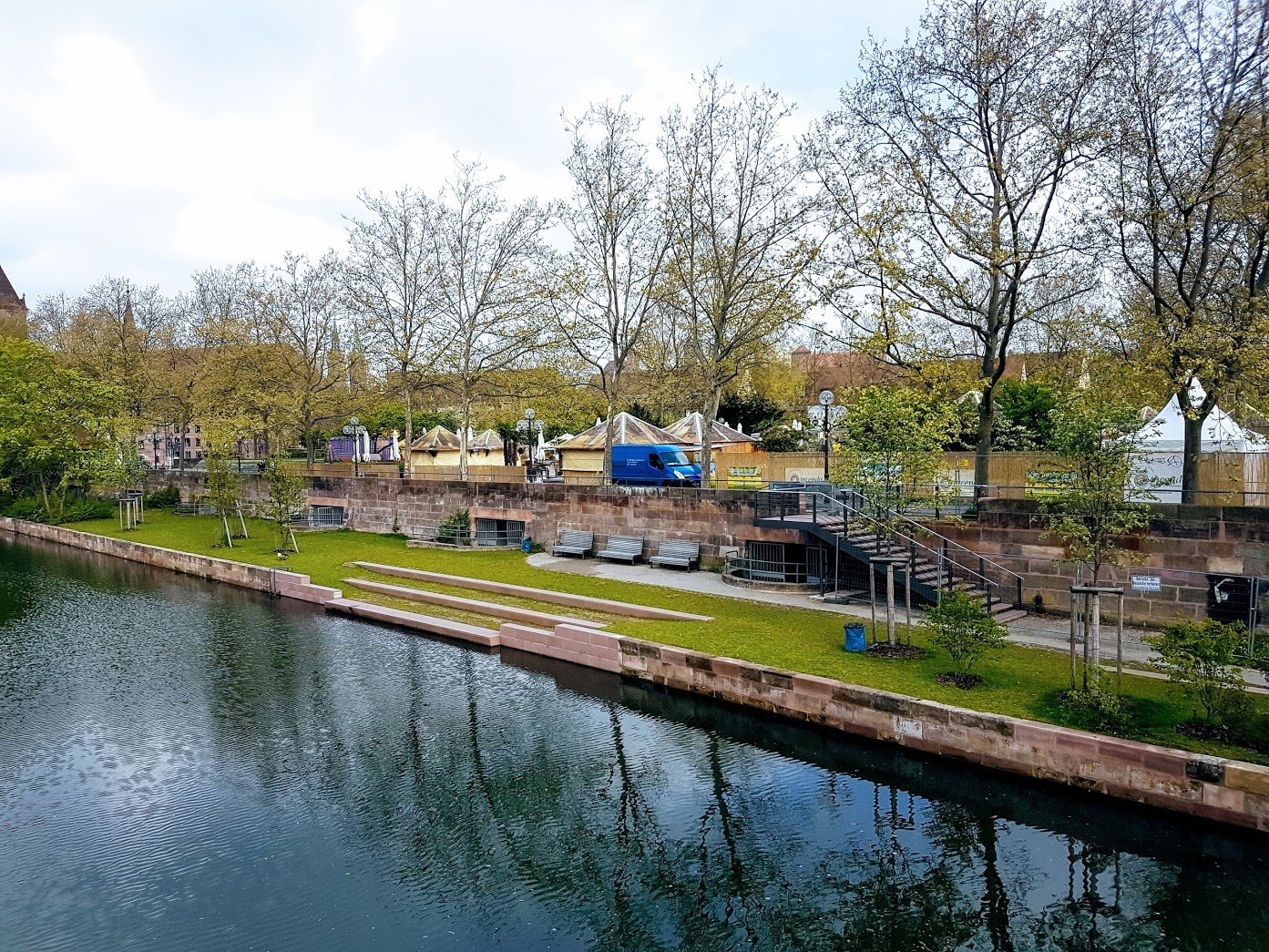
Insel Schütt, neue Ufergestaltung (2017)

Im Osten der Insel befindet sich die Grund- und Mittelschule Insel Schütt.
In dem die Fußball-Weltmeisterschaft 2006 begleitenden Kunstprogramm wurden in den Grünanlagen die Skulptur Pavillons von Olaf Nicolai installiert, es handelt sich hierbei um drei Käfige, in denen Fußball gespielt werden kann.
Neben den Grünanlagen und den Pavillons gibt es einen Spielplatz. Diese Flächen werden für eine Bühne des Bardentreffens im August und für das Altstadtfest im September genutzt.
Eine 170 Meter lange Uferterrasse zur Pegnitz wurde mit Stadterneuerungsmitteln als Teil des Projekts „Altstadt ans Wasser“ auf der südlichen Insel Schütt im Jahre 2016 entwickelt. Eine intensive Bürgerbeteiligung begleitete das Projekt.

## Infrastruktur
Auf der Hinteren Insel Schütt befindet sich der Südausgang des U-Bahnhofs Wöhrder Wiese, auf der Steubenbrücke zwischen Nonnenbach und Pegnitz die gleichnamige Haltestelle der Straßenbahn.